# Urtenen-Schönbühl
Urtenen-Schönbühl é uma comuna da Suíça, situada no distrito administrativo de Berna-Mittelland, no cantão de Berna. Tem 7,18 km² de área e sua população em 2018 foi estimada em 6.271 habitantes.